# فلم فايكنج
فايكنج (الروسية: Викинг) فيلم أنتج عام 2016 ، وهو فيلم تاريخي عن الأمير فلاديمير العظيم في القرون الوسطى ، وهو أمير نوفغورود في روسيا ، والذي كان في المنفى ويعود ومعه مجموعة من المرتزقة الفايكنج من السويد لإسترجاع العرش في كييف روس ، ثم يواجه حروب وأزمات حيال أسترداد العرش .

## النجوم والميزانية
الفيلم من إخراج أندريه كرافتشوك وبطولة دانيلا كوزلوفسكي وسفيتلانا خودشينكوفا وأليسكاندرا بورتيتش .
بميزانية قدرها 20.8 مليون دولار، ويعتبر الفيلم ثالث أغلى فيلم روسي ، وحقق 32.3 مليون دولار في شباك التذاكر .